# Gary Pearce
Gary Malcolm Pearce (født 27. februar 1944 i Sydney) er en australsk tidligere roer.
Pearce deltog første gang ved OL i 1964 i Tokyo, hvor han sammen med Barclay Wade roede dobbeltsculler og blev nummer tretten og sidst.
Fire år senere var han en del af den australske otter, der vandt sølv ved OL i Mexico City. Australierne fik sølv efter en finale, hvor Vesttyskland sikrede sig guldmedaljerne, mens Sovjetunionen vandt bronze. Den øvrige besætning i den australske båd var Alf Duval, Joe Fazio, Peter Dickson, John Ranch, Michael Morgan, David Douglas, Bob Shirlaw og styrmand Alan Grover.
Han deltog også ved OL 1972 i München, igen i otteren, der denne gang blev nummer otte.

## OL-medaljer
- 1968:  Sølv i otter